# Pete Levin

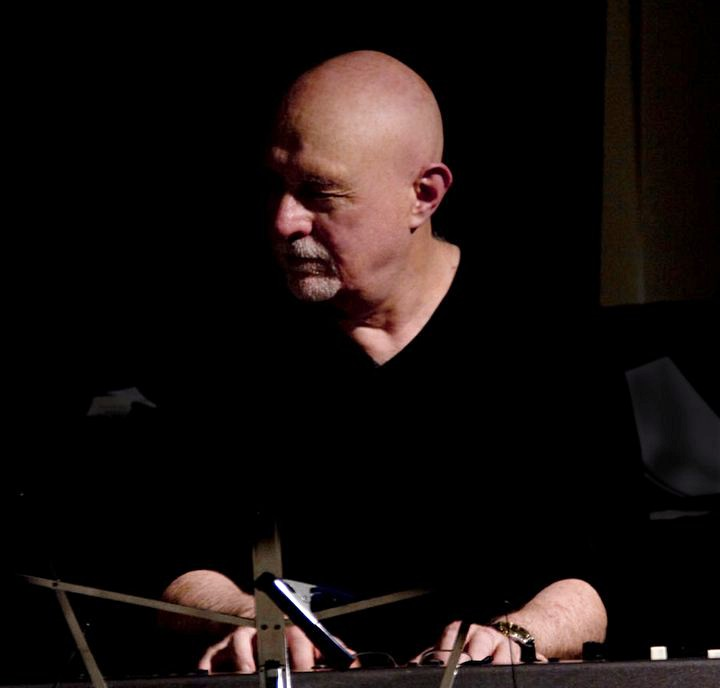
Pete Levin 2010

Peter „Pete“ Levin (* 20. Dezember 1942 in Boston) ist ein US-amerikanischer Jazz- und Fusion-Keyboarder (Piano, Orgel, Synthesizer).

## Wirken
Levin wurde bekannt als langjähriges Mitglied des Orchesters von Gil Evans, mit dem er bis Mitte der 1980er Jahre regelmäßig auftrat und mehrere Alben aufnahm, wie 1973 Svengali, 1974 The Gil Evans Orchestra Plays the Music of Jimi Hendrix, 1975 There Comes a Time, 1980 Live at the Public Theatre (New York 1980) und 1985 Live at Sweet Basil. In den 1980er Jahren arbeitete er mit der Jimmy Giuffre 4, zu hören auf dem Album Quasar. 1984 spielte er in der Fusion-Band von John Scofield, ab 1988 bei Lew Soloff (Little Wing, 1991). Levin arbeitete auch im Trio mit seinem Bruder, dem Bassisten Tony Levin, und Drummer Danny Gottlieb; ab 1990 nahm er eine Reihe von Alben unter eigenem Namen auf, vor allem auf dem Gramavision-Label. Zu hören war er u. a. auch auf John Clarks Album I Will (1997). 2007 trat Levin mit Joe Beck, Harvey Sorgen und Ernie Colon in der New Yorker  Knitting Factory auf.